# Bílence
Bílence település Csehországban, Chomutovi járásban. Bílence Velemyšleves, Hrušovany, Nezabylice, Všestudy, Strupčice és Údlice településekkel határos. Lakosainak száma 254 fő (2024. január 1.).

## Népesség
A település lakosságának változását az alábbi diagram mutatja:
| Lakosok száma | 844  | 880  | 931  | 385  | 283  | 244  | 236  | 240  | 228  | 254  |
|               | 1869 | 1900 | 1921 | 1961 | 1980 | 2011 | 2016 | 2019 | 2021 | 2024 |